# Einkristalldiffraktometer

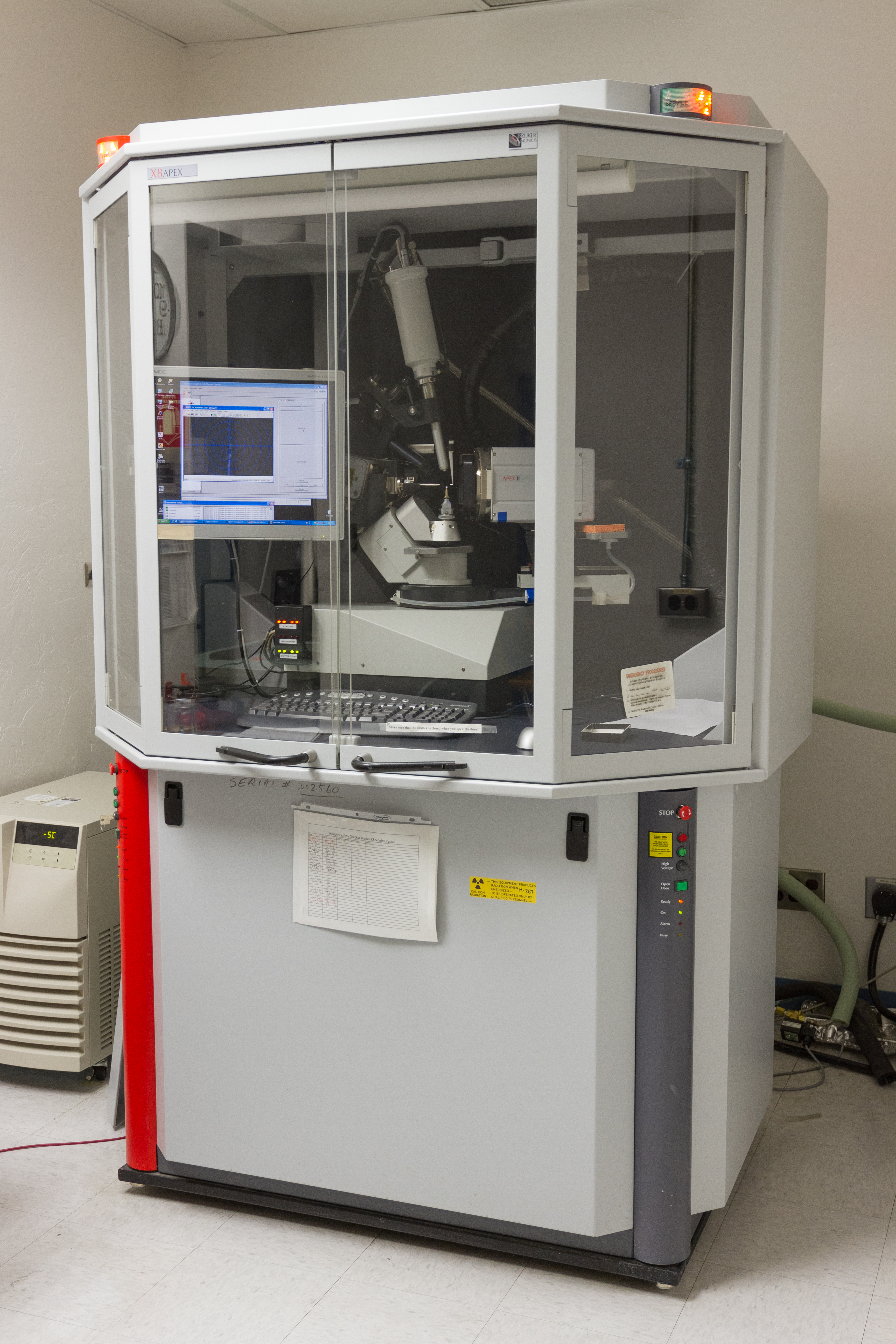
Einkristall-Röntgendiffraktometer mit Kappa-Geometrie am Department of Geosciences, University of Arizona, Tucson

Ein Einkristalldiffraktometer (von Diffraktion, lat. für Beugung) ist eine spezielle Variante des Röntgendiffraktometers zur Kristallstrukturanalyse. Das Gerät vermisst die Beugungswinkel und -Intensitäten eines Röntgenstrahls an Kristallen, woraus deren Kristallstruktur bestimmt werden kann.

## Röntgenquelle
Im Labor werden in Einkristalldiffraktometern meistens Molybdän- oder Kupfer-Anoden eingesetzt. Die Röntgenstrahlung wird durch einen Monochromator und einen Kollimator geschickt, so dass ein Primärstrahl mit charakteristischer Kα-Wellenlänge (Molybdän: 0,71 Å; Kupfer: 1,54 Å) entsteht. Das dort vorliegende Dublett kann mit Hilfe der Rachinger-Korrektur korrigiert werden. Am Synchrotron kommen auch andere Wellenlängen zum Einsatz.
Im Labor werden Röntgenröhren zur Erzeugung von Röntgenstrahlung verwendet:
- feste Anode (wassergekühlt, etwa 2 kW)
- Drehanode (wassergekühlt, etwa 3 bis 6 kW)
- Mikrofokus-Röntgenquelle[1][2] (wasser- oder luftgekühlt, etwa 30 W)
- Metaljet-Röntgenquelle[3]

In den Primärstrahl wird ein Einkristall gebracht. Dieser wird an einem amorphen Glas- oder Nylonfaden oder in einer Glaskapillare befestigt, die auf einem sogenannten Goniometerkopf sitzen, der die Feinjustage des Kristalls im Primärstrahl ermöglicht. Meistens wird der Kristall zusätzlich von einem Stickstoffstrom gekühlt.

## Goniostat
Da die Reflexe abhängig von der Anordnung der Netzebenen des Kristalls zum Primärstrahl sind und in allen Richtungen des Raumes auftreten, ist es notwendig den Kristall zu drehen. Deshalb haben alle Diffraktometer einen Goniostaten, der diese Drehungen ermöglicht.

### Vierkreisdiffraktometer
Beim Vierkreisdiffraktrometer hat der Goniostat vier Kreise. Die besten Ergebnisse werden erreicht, wenn die Drehachse der Kristallbewegung senkrecht auf dem Primärstrahl steht.

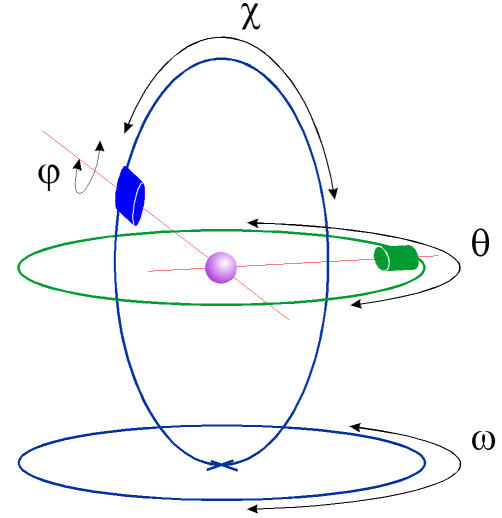
Lage der Kreise in einem Vierkreisdiffraktometer (Euler-Geometrie)

In der Euler-Geometrie (siehe auch Eulersche Winkel) dreht der ω-Kreis in der horizontalen Ebene, der χ-Kreis in der darauf stehenden vertikalen Ebene. Im χ-Kreis sitzt der Goniometerkopf, der sich weiterhin um seine Achse drehen kann, den φ-Kreis. In der Ebene des ω-Kreises dreht sich nun der vierte Kreis, der θ-Kreis, an dem der Detektor befestigt ist. Es ist somit möglich, die Position und Intensität jedes einzelnen Reflexes zu messen. Das kartesische Koordinatensystem des Diffraktometers wird in der Euler-Geometrie so definiert, dass die {\displaystyle e_{1}}-Achse vom Kristall zur Röntgenquelle zeigt, die {\displaystyle e_{2}}-Achse horizontal und die {\displaystyle e_{3}}-Achse vertikal liegt, so dass ein rechtshändiges System entsteht.
In der Kappa-Geometrie ist die χ-Bewegung der Euler-Geometrie durch eine {\displaystyle \kappa }-Drehung ersetzt. Die {\displaystyle \kappa }-Achse bildet einen Winkel von 50° bezüglich {\displaystyle e_{3}}. Die Kappa-Geometrie hat den Vorteil, dass im Prinzip nur die untere Hälfte der Kugel gebraucht wird, so dass die obere Hälfte frei ist, um beispielsweise eine Stickstoffkühlung anzubringen.

### Dreikreisdiffraktometer
Dreikreisdiffraktrometer sind Diffraktometer in Kappa-Geometrie, bei denen {\displaystyle \kappa } nicht drehbar ist, sondern feststeht. Um einen vollständigen Datensatz zu erhalten, kann es notwendig sein, Kristalldrehungen durchzuführen, bei denen die Drehachse nicht senkrecht auf dem Primärstrahl steht.

### Einkreisdiffraktometer
Einkreisdiffraktrometer sind Diffraktometer, bei denen nur der φ-Kreis drehbar ist. Bei niederer Kristallsymmetrie lassen sich hiermit keine vollständigen Datensätze in hoher Auflösung messen.

## Detektor
Als Detektoren im Einkristalldiffraktometer kommen zum Einsatz:
- Punktdetektoren, z. B. ein Zählrohr
- Flächendetektoren, wie CCD-Detektoren, röntgenempfindliche Bildplatten (englisch imaging plate) usw.

### Punktdetektoren
Wenn der Detektor aus einem Zählrohr (Szintillationszähler) besteht, muss jeder Reflex einzeln gemessen werden.
Da aber ein Kristall meistens eine fünfstellige Zahl von Reflexen erzeugt, ist dieses Verfahren relativ zeitaufwendig. Punktdetektoren kommen daher fast ausschließlich mit Vierkreisdiffraktometern zur Anwendung.

### Flächendetektoren

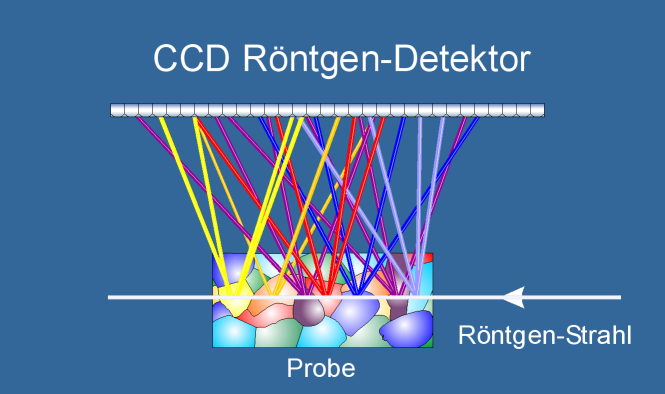
Messprinzip

Beim Flächendetektor werden zeitgleich mehrere Reflexe aufgenommen. Der Kristall wird um einen kleinen Winkel (0,3–2,0°) gedreht und während der Drehung belichtet. Dann wird das Signal ausgelesen und der Kristall wieder um einen kleinen Winkel gedreht. Flächendetektoren werden in Vier-, Drei- und Einkreisdiffraktometern eingebaut.
Der CCD-Detektor arbeitet wie eine Digitalkamera, hier wird mittels einer Fluoreszenzschicht Röntgenstrahlung in Licht umgewandelt, welches das CCD detektieren kann oder ein im Röntgenspektrum empfindlicher CCD-Detektor direkt belichtet. Der CCD-Detektor ermöglicht schnelle Messungen mit Messzeiten von wenigen Sekunden bis Minuten. Jedoch ist ihre Detektorfläche relativ klein, daher können nicht alle Reflexe gemessen werden.
Eine röntgenempfindliche Bildplatte (engl. imaging plate) ist eine runde Bildplatte aus organischem Material, die mit Europiumionen (Eu2+) dotiertem Bariumbromofluorid (BaBrF) beschichtet ist. Trifft ein Röntgenquant auf die Platte, findet an dieser Stelle eine photoinduzierte Oxidation zu Eu3+ statt. Es entsteht ein Farbzentrum mit einer Halbwertszeit von etwa 10 Stunden. Nach der Belichtung wird die Platte von einem Laser ausgelesen und anschließend mit hellem Halogenlicht gelöscht. Solche Bildplatten brauchen je nach Belichtungszeit bis zu einer Stunde pro (Teil-)Bild, aber es sind Plattendurchmesser von bis zu 35 cm möglich.
Auf dem Gebiet der Flächendetektoren findet sehr viel Entwicklung statt, um schneller messen zu können und/oder ein besseres Signal-Rausch-Verhältnis zu erhalten. So können heute auch CMOS-Chips in Detektoren verwendet werden.